# Кубок Іраку з футболу 2024—2025
Кубок Іраку з футболу 2024-25 — 35-й розіграш кубкового футбольного турніру в Іраку. Титул вперше здобув Дахук.

## Календар
| Раунд        | Дата              | Матчі | Клуби   |
| ------------ | ----------------- | ----- | ------- |
| Перший раунд | 17-18 грудня 2024 | 16    | 42 → 26 |
| Другий раунд | 24-25 грудня 2024 | 10    | 26 → 16 |
| 1/8 фіналу   | 26-27 лютого 2025 | 8     | 16 → 8  |
| 1/4 фіналу   | 8 липня 2025      | 4     | 8 → 4   |
| 1/2 фіналу   | 12 липня 2025     | 2     | 4 → 2   |
| Фінал        | 18 липня 2025     | 1     | 2 → 1   |

## 1/8 фіналу
| Команда 1           | Рахунок      | Команда 2               |
| ------------------- | ------------ | ----------------------- |
| 26 лютого 2025      |              |                         |
| Аль-Мінаа           | 1:0          | Аль-Завраа              |
| Аль-Наджаф          | 3:2          | Пешмерга Сулайманія (2) |
| Аль-Кува Аль-Джавія | 2:1          | Аль-Касім               |
| Дахук               | 3:0          | Майсан (2)              |
| 27 лютого 2025      |              |                         |
| Невроз              | 2:2 пен. 3:2 | Аль-Хуссеїн (2)         |
| Ат-Талаба           | 2:0 дч       | Аманат (Багдад) (2)     |
| Аш-Шурта            | 1:0 дч       | Аль-Мосул (2)           |
| Заху                | 2:0          | Аль-Карма               |

## 1/4 фіналу
| Команда 1           | Рахунок      | Команда 2  |
| ------------------- | ------------ | ---------- |
| 8 липня 2025        |              |            |
| Аль-Кува Аль-Джавія | 3:1          | Аль-Наджаф |
| Дахук               | 3:1          | Аль-Мінаа  |
| Ат-Талаба           | 1:1 пен. 4:1 | Аш-Шурта   |
| Заху                | 1:0          | Невроз     |

## 1/2 фіналу
| Команда 1     | Рахунок      | Команда 2           |
| ------------- | ------------ | ------------------- |
| 12 липня 2025 |              |                     |
| Дахук         | 3:1          | Аль-Кува Аль-Джавія |
| Заху          | 0:0 пен. 4:3 | Ат-Талаба           |

## Фінал
| 18 липня 2025 20:00 (EEST) |

| Дахук                                | 0:0      | Заху                                    |
| ------------------------------------ | -------- | --------------------------------------- |
|                                      |          |                                         |
|                                      | Пенальті |                                         |
| Агеед · Закрі · Газі · Юніс · Дарвіч | 5:3      | Аттван · Абу Хашиш · Аббуд · Хаджі Норі |

| Стадіон «Аль-Шааб» Арбітр: Салман Фалахі |